# Damskoje tango
Damskoje tango (russisk: Дамское танго) er en sovjetisk spillefilm fra 1983 af Sulambek Mamilov.

## Medvirkende
- Valentina Fedotova som Jekaterina Platonovna
- Anatolij Vasiljev som Fjodor Vasiljevitj
- Raisa Rjazanova som Anatstasija Filimonova
- Leonid Nevedomskij som Pavel Filimonov
- Nikolaj Krjutjkov som Platon